# 1968 في الأوروغواي
فيما يلي قوائم الأحداث التي وقعت خلال عام 1968 في الأوروغواي.

## رياضة
- 1 يناير – بطولة العالم للدراجات على المضمار 1968

## مواليد

### يناير
- 13 يناير – جابرييل كوريا لاعب كرة قدم أوروغواياني.
- 28 يناير – روبين بيريرا لاعب كرة قدم أوروغواياني.

### مارس
- 9 مارس – خورخي لاريوندا حكم كرة قدم أوروغواياني.

### يوليو
- 21 يوليو – ألفارو غوتيريز لاعب كرة قدم أوروغواياني.

### أغسطس
- 20 أغسطس – جبريل ميراندا لاعب كرة قدم فنزويلي.

## وفيات

### يونيو
- 17 يونيو – خوسيه ناسازي (مواليد 1901) لاعب كرة قدم أوروغواياني.

### نوفمبر
- 10 نوفمبر – سانتوس إريارتي (مواليد 1902) لاعب كرة قدم أوروغواياني.